# زبان مایایی یوکاتانی
مایایی یوکاتانی (mayab tʼàan) یک زبان مایایی است که در شبه جزیره یوکاتان و شمال بلیز گفتگو می‌شود.
یوکاتانی در ایالت یوکاتان و برخی از مناطق کامپچه، تاباسکو، چاپاس و کینتانا رو هنوز زبان مادری بخش بزرگی از مردم است. تقریباً ۸۰۰٬۰۰۰ گویشور این زبان در مکزیک ساکنند. شاید حدود ۶٬۰۰۰ سخنران یوکاتانی نیز در بلیز وجود داشته باشند.

## واج‌شناسی

### همخوان‌ها
همخوان‌های یوکاتانی به شرح زیرند:
|         |        | لبی      | لثوی      | کامی      | نرم‌کامی | چاکنایی |
| ------- | ------ | -------- | --------- | --------- | ------- | ------- |
| خیشومی  | خیشومی | m [m]    | n [n]     |           |         |         |
| مکیده   | مکیده  | b [ɓ]    |           |           |         |         |
| انسدادی | صاف    | p [p]    | t [t]     |           | k [k]   | ʼ [ʔ]   |
| انسدادی | پرانشی | pʼ [pʼ]  | tʼ [tʼ]   |           | kʼ [kʼ] |         |
| انسایشی | صاف    |          | tz [ts]   | ch [tʃ]   |         |         |
| انسایشی | پرانشی |          | tzʼ [tsʼ] | chʼ [tʃʼ] |         |         |
| سایشی   | سایشی  |          | s [s]     | x [ʃ]     | j [x]   | h [h]   |
| ناسوده  | ناسوده | w [w~v]† | l [l]     | y [j]     |         |         |
| زنشی    | زنشی   |          | r [ɾ]     |           |         |         |

### واکه‌ها
مایایی یوکاتانی دارای پنج واکه است:
|       | پیشین | پسین |
| ----- | ----- | ---- |
| بسته  | i     | u    |
| میانه | e     | o    |
| باز   | a     | a    |

## نوشتار

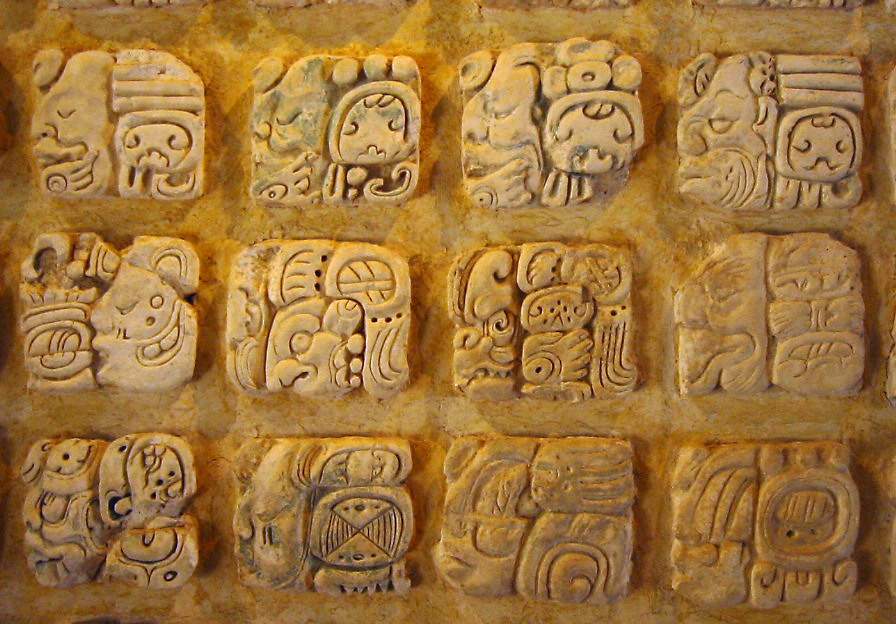
نمونه‌ای از خط مایایی

مایاها در دوران پیشاکلمبی یوکاتانی را با استفاده از خط مایایی می‌نوشتند. این زبان امروزه به خط لاتین نوشته می‌شود. این کار در زمان فتح یوکاتان به دست اسپانیا در اوایل قرن شانزدهم آغاز شد و در آن دوره الفبایی از الفبای اسپانیایی اقتباس شد.